# Rozhledna Rezavý hřebík
Rozhledna Rezavý hřebík (německy Rostige Nagel) je vyhlídková věž vyrobená ze 111 tun z nerezavějící cortenové oceli, se základnou pravoúhlého trojúhelníku s délkou přibližně dvanáct a osm metrů. Nachází se v Senftenberg (Sedlitz) v zemském okrese Horní Sprévský les-Lužice u Sonorského kanálu a jezera Sedlitz See v Lužické jezerní krajině v Německu a jedná se o nezaměnitelný orientační bod v této oblasti.
Rozhledna je vysoká 30 metrů a je specifická svojí neobvyklou architekturou. Díky tomu je i častým fotografickým motivem. Návrh pochází od mnichovského architekta Stefana Giersa, který v roce 2010 získal zvláštní cenu Spolkového ministerstva dopravy, výstavby a rozvoje měst v rámci udělování německé ceny za ocelové konstrukce.
Celkem 162 schodů vede k vyhlídkové plošině na věži. Z vyhlídkové plošiny z výšky 30 metrů je viditelných mnoho jezer, například jezera Großräschener See.